# Тобиш
Тобиш (на руски: Тобыш) е река в северозападната част на Република Коми в Русия, ляв приток на Цилма (ляв приток на Печора). Дължина 393 km. Площ на водосборния басейн 6610 km².
Река Тобиш води началото си на 160 m н.в., от североизточните части на възвишението Космински Камен (северната част на Тиманското възвишение) и по цялото си протежение протича в пределите на възвишението. В горното течение има югозападна посока, а след това до устието – южна посока, като тече в широка и плитка, силно заблатена долина, като коритото ѝ прави хиляди, на места огромни кривулици (меандри). Влива се отляво в река Цилма (ляв приток на Печора), при нейния 81 km, на 22 m н.в. Основни притоци: леви – Сябуяха (72 km), Сарьода (67 km); десни – Болшой Томан (125 km). Има смесено подхранване с преобладаване на снежното и дъждовното, с ясно изразено пролетно пълноводие през май и юни. Заледява се в края на октомври или началото на ноември, а се размразява през май. Тобиш протича през безлюдни райони и по цялото си протежение няма нито едно постоянно населено място.